# Ligne de tramway 382
La ligne 382 est une ancienne ligne de tramway de la Société nationale des chemins de fer vicinaux (SNCV).

## Histoire
Les voies entre Moerkerke et la frontière sont démontées au cours de l'année 1951.